# Asthenopholis crypsis
Asthenopholis crypsis är en skalbaggsart som beskrevs av Harrison 2009. Asthenopholis crypsis ingår i släktet Asthenopholis och familjen Melolonthidae. Inga underarter finns listade.